# Nova Miller

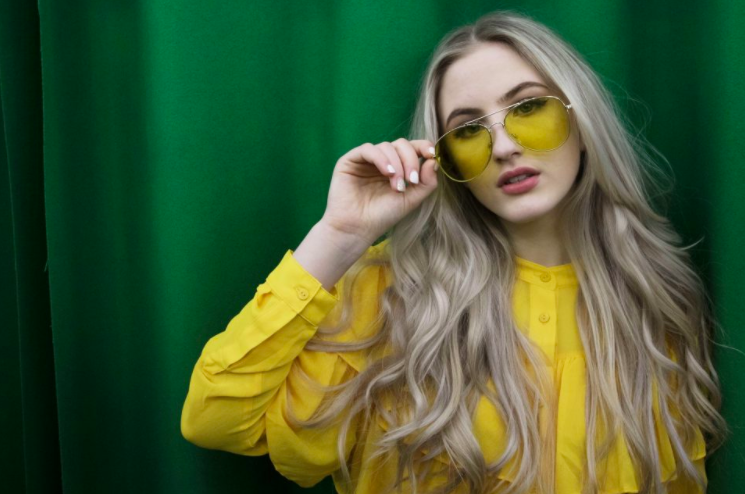
Nova Miller.

Nova Miller, född 29 juli 2001 i Stockholm som Astrid Nova Fanny Granström, är en svensk sångerska, dansare, skådespelerska och låtskrivare.

## Karriär
Nova Miller är för närvarande bosatt i Los Angeles  och har John Legend som personlig mentor.  Hon upptäcktes av låtskrivaren Lolene och signades till hennes skivbolag 21:12 Entertainment Group. År 2015 fick hon skivkontrakt med Universal Music Group och gav samma år ut sin debutsingel "Supernova". Hon gav sedan ut musiksingeln "So Good", som spelades på MTV.  Mellan 2017 och 2018 var hon signad hos Sony BMG där singlarna Anything for U, Not Your Number och EP:n Yellow släpptes. Millers låt Add a Little Fire användes som ledmotiv till TV4:s serie Kungahuset 9-5 år 2017. Miller är numera signad till 21:12 Entertainment Group och 300 Entertainment. 
Hon har spelat in serien "Svansen i kläm" för SVT som visades januari 2018. Samma år uppträdde hon på Victoriadagen på SVT.
Nova Miller medverkade i Moraeus med mera i november 2016  och har varit programledare på Disney Channel samt gjort auditions för High School Musical 4.
I slutet av 2019 sjöng Miller USA:s nationalsång inför ett utsålt Staples Center under en boxningsmatch. Miller skulle varit förband till artisten Camila Cabellos nya turné men ställdes in på grund av Coronaviruspandemin.
Hon gick i nacka musikklasser i årskurs 4-9.

## Diskografi

### Singlar
- Supernova (2015)[12]
- Singin in the Rain (2015)[13]
- My Perfect Christmas (2015)[14]
- So Good (2016)
- Add a Little Fire (2017)[15]
- Anything For You (2017)[16]
- Turn up the Fire (2018)[17]
- Not Your Number (2018)[18]
- Do It To Myself (2019)
- Mi Amor (2020)[19]

### EP
- Yellow (2018)[20]
- The Passion (2020)[21]